# WHL 1963/64
Die Saison 1963/64 war die zwölfte reguläre Saison der Western Hockey League (WHL). Meister wurden die San Francisco Seals.

## Teamänderungen
Folgende Änderungen wurden vor Beginn der Saison vorgenommen:
- Die Calgary Stampeders zogen sich aus der Liga zurück.
- Die Edmonton Flyers stellten den Spielbetrieb ein.
- Die Spokane Comets wurden nach Denver, Colorado, umgesiedelt und änderten ihren Namen in Denver Invaders.

## Reguläre Saison

### Tabelle
Abkürzungen: GP = Spiele, W = Siege, L = Niederlagen, T = Unentschieden, GF = Erzielte Tore, GA = Gegentore, Pts = Punkte
|                     | GP | W  | L  | T | GF  | GA  | Pts |
| ------------------- | -- | -- | -- | - | --- | --- | --- |
| Denver Invaders     | 70 | 44 | 23 | 3 | 271 | 202 | 91  |
| Portland Buckaroos  | 70 | 33 | 30 | 7 | 229 | 228 | 73  |
| Los Angeles Blades  | 70 | 31 | 31 | 8 | 218 | 244 | 70  |
| San Francisco Seals | 70 | 32 | 35 | 3 | 228 | 262 | 67  |
| Seattle Totems      | 70 | 29 | 35 | 6 | 247 | 228 | 64  |
| Vancouver Canucks   | 70 | 26 | 41 | 3 | 229 | 258 | 55  |